# A Dallas Stars 2009–2010-es szezonja
A Dallas Stars egy profi jégkorongcsapat az észak-amerikai National Hockey League-ben és a 2009–2010-es szezon a 17. az alapításuk óta. A csapat néhány nagy veteránnal (Mike Modano, Jere Lehtinen, Stéphane Robidas) és sok-sok fiatallal (Tom Wandell, James Neal, Raymond Sawada, Fabian Brunnström, Loui Eriksson stb.) valamint egy két fiatalabb sztárral (Brenden Morrow, Brad Richards, Mike Ribeiro) vágott neki a szezonnak. A kapuban a liga egyik legjobb kapusa Marty Turco állt valamint a friss szerzemény Alex Auld. Auld nem vált be így szezon közben elcserélték és megszerezték a finn Kari Lehtonent. A liga egyik legrutinosabb védője Szergej Zubov az európai Kontinentális Jégkorong Ligában folytatta pályafutását. 2008–2009-ben a csapat gyengén szerepelt és így lemaradt a rájátszásról ezért ebben a szezonban a cél a rájátszásba jutás volt de a hullámzó teljesítmény miatt a csapat ebben az évben is lemaradt a rájátszásról. Az előző évben a gyenge szereplés miatt az edzőt és a GM-et is menesztették. Az új edző Marc Crawford lett valamint az új GM Joe Nieuwendyk.

## Előszezon
| # | Dátum          | Otthon             | Eredmény | Idegenben           | Hossz. | Kapus             | Nézőszám | Tabella | Pont |
| 1 | Szeptember 16. | Dallas Stars       | 4 – 3    | Tampa Bay Lightning | SO     | Beskorowany/Turco | 15,214   | 1–0–0   | 2    |
| 2 | Szeptember 17. | Colorado Avalanche | 3 – 1    | Dallas Stars        |        | Climie/Auld       | 9,632    | 1–1–0   | 2    |
| 3 | Szeptember 19. | St. Louis Blues    | 1 – 4    | Dallas Stars        |        | Turco             | 12,496   | 2–1–0   | 4    |
| 4 | Szeptember 22. | Dallas Stars       | 1 – 3    | Florida Panthers    |        | Climie/Krahn      | 14,815   | 2–2–0   | 4    |
| 5 | Szeptember 23. | Florida Panthers   | 4 – 1    | Dallas Stars        |        | Turco             | 8,923    | 2–3–0   | 4    |
| 6 | Szeptember 24. | Dallas Stars       | 3 – 2    | Colorado Avalanche  |        | Auld              | 16,162   | 3–3–0   | 6    |
| 7 | Szeptember 26. | Dallas Stars       | 0 – 5    | St. Louis Blues     |        | Turco             | 16,260   | 3–4–0   | 6    |
| 8 | Szeptember 30. | Texas Stars (AHL)  | 1 – 5    | Dallas Stars        |        | Turco             | N/A      | 4–4–0   | 8    |

## Alapszakasz

### Divízió tabella
| Csendes-óceáni divízió | MSz | Gy | V  | HV | SzG | KG  | P   |
| ---------------------- | --- | -- | -- | -- | --- | --- | --- |
| Z – San Jose Sharks    | 82  | 51 | 20 | 11 | 264 | 215 | 113 |
| X – Phoenix Coyotes    | 82  | 50 | 25 | 7  | 225 | 202 | 107 |
| X – Los Angeles Kings  | 82  | 46 | 27 | 9  | 241 | 219 | 101 |
| Anaheim Ducks          | 82  | 39 | 32 | 11 | 238 | 251 | 89  |
| Dallas Stars           | 82  | 37 | 31 | 14 | 237 | 254 | 88  |